# Hagen Mills
Hagen Mills (Murray, Kentucky, Estados Unidos; 9 de agosto de 1990- Mayfield, Kentucky, Estados Unidos; 19 de mayo de 2020) fue un actor de cine, teatro y televisión estadounidense.

## Carrera
Mills hizo su debut en el ambiente cinematográfico en 2011 con los cortometrajes Magazine Money  y A Standard Story. En 2012 participa del corto Remnant con Peter Arpesella. Un año más tarde actúa en la película Ashley con Jennifer Taylor, Holly Taylor y Michael Madsen. En el 2014 hizo un papel en A Certain Justice, protagonizada por Cung Le y Dolph Lundgren. Su última actuación se dio en el 2020 con el filme de terror Star Light, junto con Scout Taylor-Compton.
En televisión participó de series como Involuntarily Single (2013), con 	Jessee Foudray, Vanessa Bednar, Sonya T. Evans y Mickaëlle X. Bizet; Baskets (2016), protagonizada por Zach Galifianakis; Swedish Dicks (2016), con Peter Stormare y Johan Glans. También intervino en el video Bonnie & Clyde: Justified (2013), que contó con las actuaciones de Eric Roberts, Ashley Hayes y Jim Poole.

## Intento de asesinato y suicidio
El actor Hagen Mills se suicidó de un disparo en la cabeza el martes 19 de mayo de 2020, luego  de intentar matar a Erica Price, su novia y madre de su hija de cuatro años, hiriéndola gravemente con varios disparos en el brazo y en el pecho. Ese día Mills se dirigió a la casa que compartían en Mayfield (Kentuky), y a punta de pistola, maniató con cinta aislante a la hija de ambos, Mila, y a su suegra, Tammy Green-Price, quienes se encontraban en ese momento allí. Cuando Erica apareció, él le suplicó que volvieran juntos y le quitó el teléfono. En ese momento le dio un "ataque de ira letal" a Hagen, quien disparó dos veces a Erica, una bala le impactó en el pecho y la otra en un brazo. Ella corrió y dobló la esquina tratando de esconderse, pero se desmayó. Había sangre por todas partes. La hija y la suegra de Mills se escondieron detrás del sofá. El actor, creyendo que su pareja estaba muerta, se dirigió hacia ellas y sin mediar palabras se disparó con la misma arma. "Él estaba obsesionado con ella. La acosaba. No sé cuánto sabe la policía porque ella era muy reservada. Se pasaba con el coche por aquí para ver si tenía compañía y la llamaba constantemente, apareciendo en su trabajo", dijo su suegra a los medios.
La policía, que se personó tras una llamada de socorro cerca de las 17.45 h, cuando la patrulla llegó a su casa, Price, herida por los disparos, corrió a fuera para contar a los agentes que Hagen Mills estaba dentro y se había suicidado con la misma arma que la había atacado a ella minutos antes. El actor, de 29 años, ya tenía un historial violento que incluía varias agresiones.
Mills fue declarado muerto en la escena, mientras que Price fue transportada a un hospital y fue reportada como estable. Por su parte, ni la hija ni la madre de Price resultaron heridas físicamente durante el incidente.

## Filmografía
- 2020: Star Light, como Monty.
- 2016: Downhill (cortometraje), como Moses Lee Washington.
- 2015: Billy the Kid: New Evidence (documental para televisión), como Frank Baker.
- 2015: Abyss of Being (cortometraje).
- 2014: A Certain Justice, como Young Lion.
- 2013: Bonnie & Clyde: Justified (video), como Buck Barrow.
- 2012: Ashley, como Steve.
- 2011: Magazine Money(cortometraje), como Kyle.
- 2011: A Standard Story (cortometraje), como asistente de Bully.

## Televisión
- 2016: Swedish Dicks, como Young.
- 2016: Baskets, como Lucky.
- 2013: Involuntarily Single, como segundo guardaespaldas.